# Lepenac, Brus
Lepenac (izvirno srbsko Лепенац) je naselje v Srbiji, ki upravno spada pod Občino Brus; slednja pa je del Rasinskega upravnega okraja.

## Demografija
V naselju živi 732 polnoletnih prebivalcev, pri čemer je njihova povprečna starost 39,7 let (38,7 pri moških in 40,8 pri ženskah). Naselje ima 275 gospodinjstev, pri čemer je povprečno število članov na gospodinjstvo 3,39.
To naselje je, glede na rezultate popisa iz leta 2002, večinoma srbsko.
|  |

| Demografija | Demografija     | Demografija     |
| Leto        | Št. prebivalcev | Št. prebivalcev |
| ----------- | --------------- | --------------- |
|             |                 |                 |
|             |                 |                 |
|             |                 |                 |
|             |                 |                 |
| 1948        | 981             |                 |
| 1953        | 1023            |                 |
| 1961        | 1014            |                 |
| 1971        | 934             |                 |
| 1981        | 953             |                 |
| 1991        | 991             | 960             |
| 2002        | 990             | 932             |
|             |                 |                 |

| Etnična sestava po popisu iz leta 2002 | Etnična sestava po popisu iz leta 2002 | Etnična sestava po popisu iz leta 2002 | Etnična sestava po popisu iz leta 2002 | Etnična sestava po popisu iz leta 2002 |
| -------------------------------------- | -------------------------------------- | -------------------------------------- | -------------------------------------- | -------------------------------------- |
| Srbi                                   | Srbi                                   |                                        | 927                                    | 99,46%                                 |
| Neznano                                | Neznano                                |                                        | 5                                      | 0,53%                                  |